# Гарві Джеймс Альтер
Гарві Джеймс Альтер (англ. Harvey James Alter; нар. 12 вересня 1935, Нью-Йорк, США) — американський лікар і науковець, лауреат Нобелівської премії з фізіології або медицині 2020 року спільно з двома науковцями: Майклом Гоутоном і Чарльзом Райсом за відкриття вірусу гепатиту C, також спільно з Майклом Гоутоном є лауреатом премії Ласкера — Дебейки за клінічні медичні дослідження. Нагороджений вищою нагородою США для цивільних осіб-медиків: Медаллю за видатний внесок в охорону здоров'я. Очолює інфекційний відділ Національного інституту охорони здоров'я США.

## Біографія
Альтер народився в Нью-Йорку в єврейській родині. Навчався в Рочестерському університеті в Рочестері, штат Нью-Йорк, де й отримав звання бакалавра в 1956 році. У 1960 році отримав там же лікарський диплом. Працював як пост-док у Національних інститутах охорони здоров'я США в місті Бетесда (Меріленд), штат Меріленд з грудня 1961 по червень 1964; потім був у резидентурі у Вашингтонському університеті з липня 1964 по червень 1965; спеціалізувався в гематології при Джорджтаунському університеті у Вашингтоні з липня 1965 року до червня 1966 року.

## Медичні дослідження
Будучи науковцем-початківцем Альтер взяв участь в 1964 році у відкритті австралійського антигену разом з Барухом Бламбергом. Ця робота зіграла ключову роль у відкритті вірусу гепатиту B.

## Відкриття гепатиту C
У середині 1970-х років Альтеру і його команді дослідників вдалося довести, що більшість випадків гепатиту після переливання крові не пов'язані з відомими на той момент вірусами гепатиту A і B. За допомогою досліджень на шимпанзе колективу вдалося довести існування нового виду гепатиту спочатку названого «ні A, ні B». Ця робота привела, врешті-решт, до відкриття вірусу гепатиту C. У 1988 році колектив, очолюваний Альтером зміг знайти вірус у зразках крові людей. У квітні 1989 року опис нового вірусу, що отримав назву вірус гепатиту C, було опубліковано в двох статтях журналу «Саєнс».

## Особисте життя
Альтер має від першого шлюбу з Барбарою Бейлі двох дітей, вдруге одружений із Діаною Доулінг, з якою теж має двох дітей. У нього 9 онуків.

## Нагороди та визнання
- 1992: Премія Карла Ландштайнера[en][3]
- 2000: Премія Ласкера-Дебейкі за клінічні медичні дослідження[4]
- 2002: Член Національної академії наук США[5]
- 2004: Prix International de l’INSERM[de]
- 2013: Міжнародна премія Гайрднера[6]
- 2020: Нобелівська премія з фізіології або медицини[7]
- Член Національної медичної академії[en][8]